# Trunchi (anatomie)
Trunchiul este un termen anatomic care face referire la partea centrală a organismului majorității animalelor (și la om), acea parte de unde se extinde gâtul și membrele.  Trunchiul include toracele, abdomenul și micul bazin. Este partea cea mai voluminoasă a corpului uman. Legătura dintre trunchi și gât se realizează cu ajutorul unui orificiu, prin care trec traheea, esofagul și vasele sangvine.